# Рудакова, Людмила Георгиевна
Людмила Георгиевна Рудакова (27 августа 1937, Грозный) — казахстанская и советская артистка балета, педагог-репетитор, прима-балерина в оперных театрах Молдавии и Казахстана. Заслуженная артистка Казахской ССР (1984), лауреат независимой премии "Тарлан"

## Биография
Родилась в 1937 году в городе Грозном. В 1947 поступила в Бакинское хореографическое училище, которое успешно закончила в 1956 году. Педагоги: Н. К. Сапарова, М. М. Демидова, Т. А. Амираго (выпускницы Санкт-Петербургской балетной школы). В старших классах обучалась у народной артистки СССР Гамэр Гаджи Алмасзаде. Сразу же после окончания училища Л. Рудакова была принята в Театр оперы и балета имени М. Ф. Ахундова (г. Баку, Азербайджан). С 1958 по 1962 год — ведущая балерина Театра оперы и балета им. М. Ф. Ахундова. С 1962 по 1965 год — прима-балерина Молдавского государственного театра оперы и балета. С 1965 по 1980 год — прима-балерина Государственного академического театра и балета имени Абая. В театрах Л. Г. Рудакова работала с выдающимися хореографами советского балета: В. Вайноненом, Р. Захаровым, К. Сергеевым, С. Дречиным, П. Гусевым, В. Тулубьевым и др. В 1966 году в ГАТОБ им. Абая пришёл талантливый молодой танцовщик, лауреат международных конкурсов, Рамазан Бапов, который стал партнером примы-балерины на долгие годы.
В 1968 году Л. Г. Рудакова стала женой Рамазана Бапова (первый и единственный в Казахстане народный артист СССР). В ГАТОБ им. Абая партнёрами Л. Г. Рудаковой наряду с народным артистом СССР Рамазаном Баповым были признанные мастера балетной сцены, заслуженные артисты Казахской ССР: Абдуахим Асылмуратов, Анварбек Джалилов, Эдуард Мальбеков, Марат Мунтин, Александр Медведев и многие другие.
«Но в воспоминаниях зрителей тех лет и коллег остался яркий дуэт Людмила Рудакова — Рамазан Бапов, с успехом исполнявших ведущие партии в балетах „Спартак“ А. Хачатуряна, „Спящая красавица“ П. Чайковского. Творческое и семейное содружество опытного мастера, щедро делящегося „секретами“ своего мастерства и молодого перспективного танцовщика дало замечательный результат — исполнение балерины заискрилось новыми гранями, а молодой Р. Бапов очень быстро стал прекрасным классическим танцовщиком, лидером национального балета», — вот как характеризует эту звездную пару  кандидат искусствоведения Г. Т. Жумасеитова в своей книге «Страницы казахского балета».
В 1984 году Л. Г. Рудакова была удостоена звания «Заслуженная артистка Казахской ССР». С 1980 года Л. Г. Рудакова работает в ГАТОБ им. Абая как педагог-репетитор. Её воспитанницы — известные казахстанские балерины ГАТОБ имени Абая: прима-балерина Майра Кадырова (Заслуженная артистка КазССР), прима-балерина Лейла Альпиева (Заслуженная артистка КазССР), ведущая солистка Гульвира Курбанова (Заслуженный деятель Казахстана), ведущая солистка Гульнара Алиева (Заслуженный деятель Казахстана), ведущая солистка Гульнара Капанова и другие. Также ученицами Л. Рудаковой являются прима-балерина Хорватского Национального театра в Загребе Сауле Ашимова-Жомартова и ведущая солистка Челябинского театра оперы и балета имени М. И. Глинки Екатерина Хомкина-Сафронова.
«Людмила Георгиевна Рудакова всегда требует от балерины академизма и музыкальной выразительности. Она — настоящий хранитель высокой хореографической культуры. После репетиций с ней стремишься на сцену, а по окончании спектакля знаешь, что получишь строгую, но в то же время, очень корректную, даже бережную оценку твоего выступления. После таких замечаний хочется танцевать ещё лучше, ещё содержательнее…», — так  рассказывает о своем педагоге ученица  Л. Г. Рудаковой, магистр искусств Гульнара Капанова, ведущая солистка ГАТОБ им. Абая.
В настоящее время Л. Г. Рудакова — педагог-репетитор ГАТОБ им. Абая, а также педагог-консультант Алматинского хореографического училища им. А. Селезнева. Ученицы Л. Г. Рудаковой танцуют в Казахстане, России, Турции, США, Хорватии. В качестве педагога-репетитора Л. Г. Рудакову приглашали ведущие балетные школы Турции, Литвы, США, Гонконга, она была членом жюри многих престижных балетных конкурсов.
В 2021 году снялась в короткометражном фильме «Время балерины» в специальном видеопроекте журнала Qazaq Ballet Magazine, который обозначил новую веху в творчестве балерины.

## Семья
Супруг — Рамазан Саликович Бапов (1947−2014) — казахский советский артист балета, балетмейстер, хореограф, педагог. Народный артист СССР, народный артист Казахской ССР, лауреат Государственной премии Казахстана, лауреат премии Ленинского комсомола. 
Дочь — Юлия (род. 1969), концертмейстер Стамбульского государственного театра оперы и балета (Турция). 

## Репертуар
- Маша («Щелкунчик»),
- Одетта–Одиллия («Лебединое озеро»),
- Мария («Бахчисарайский фонтан»),
- Жизель, Мирта («Жизель»),
- Китри, Повелительница дриад («Дон Кихот»),
- Эгина («Спартак»),
- Пахита («Пахита»),
- Никия («Баядерка»),
- Аврора («Спящая красавица»),
- Фея Сирени, Принцесса Флорина, Фея Нежности («Спящая красавица»),
- Лауренсия («Лауренсия»),
- Анель («Голубой Дунай»),
- Эгина («Спартак»),
- Пахита («Пахита»),
- Жар-Птица («Жар-Птица»),
- Айдай («Чолпон»),
- Сари («Тропою грома»),
- Жанна («Арлекинада»),
- 7-й вальс, Мазурка («Шопениана»)
- Мальвина («Золотой ключик») и др.

## Награды и звания
- Заслуженная артистка Казахской ССР (1984)
- Независимая премия «Тарлан» — «За вклад» — в номинации «Театр» (2006)